# 村上達也
村上 達也（むらかみ たつや、1943年 - ）は、日本の政治家。元茨城県東海村長（4期）、元全国原子力発電所所在市町村協議会副会長。

## 人物
茨城県那珂郡石神村（現在の東海村）生まれ。茨城県立水戸第一高等学校を経て、1966年に一橋大学社会学部を卒業し、地元の常陽銀行に入行。主に融資業務を担当。融資業務部副部長、ひたちなか支店長を歴任。
1997年に東海村長に就任。1999年の東海村JCO臨界事故では、国や県の対応を待たず、人命第一として独断で村民の避難を行った。原子力事故での避難は日本で初めてであり、辞職や損害賠償を覚悟で行った措置であった。
その後、原子力に依存した村が発達できる時代は終わったとして、二度の村長選で新規の原子力発電所建設に慎重姿勢を示し、原発推進派などからの批判を受けたが、辛勝。
2011年の福島第一原子力発電所事故後には、職員朝礼で「人に冷たく、かつ無能な国では原発を持つべきでない。」と述べるなど、原子力撤廃の姿勢を鮮明にした。同年10月、細野豪志原発担当大臣と面会し、老朽化していることや、東京から近いこと、周囲が人口密集地帯であることなどを理由に東海第二発電所の廃炉を提案した。2013年7月に任期満了に伴う選挙に立候補せず、引退を表明。同年9月20日、退任。2016年安保関連法の廃止、立憲主義の回復を求める茨城県市民連合共同代表。
2021年7月9日付け朝日新聞投書面に、八街児童5人死傷事故に関連し「道路の安全整備が喫緊に必要」とする意見を寄せた。

## 親族
- 長女：村上志保 - 2024年1月の東海村議会議員選挙に立候補し得票数1位で当選[5]。